# Peñacerrada-Urizaharra
Peñacerrada-Urizaharra – gmina w Hiszpanii, w prowincji Araba, w Kraju Basków, o powierzchni 62,18 km². W 2011 roku gmina liczyła 280 mieszkańców.